# Kevin Lampkin
Kevin Lampkin (sinh ngày 20 tháng 12 năm 1972) là một cựu cầu thủ bóng đá từng thi đấu cho Liverpool, Huddersfield Town, Mansfield Town & Ilkeston Town.